# ألجي ريبيبليكان
ألجي ريبيبليكان (بالفرنسية: Alger républicain)‏ وتعني الجزائر الجمهورية هي صحيفة أسبوعية جزائرية تصدر باللغة الفرنسية.

## وصلات خارجية
- معلومات عن ألجي ريبيبليكان من موقع بوابة الصحافة الجزائرية.
- الموقع الرسمي لألجي ريبيبليكان